# Kyle Dake
Kyle Douglas Dake (ur. 25 lutego 1991) – amerykański zapaśnik walczący w stylu wolnym. Brązowy medalista olimpijski z Tokio 2020 w kategorii 74 kg i z Paryża 2024 w tej samej wadze.
Mistrz świata w 2018, 2019, 2021 i 2022; drugi w 2023. Złoty medalista mistrzostw panamerykańskich w 2021, 2022, 2023 i 2024. Pierwszy w Pucharze Świata w 2018 roku.
Zawodnik Lansing High School z Lansing i Uniwersytetu Cornella. Cztery razy wygrał All-American (2010 – 2013) w NCAA Division I. Taki wynik osiągnęło jeszcze tylko trzech zawodników: Cael Sanderson, Pat Smith i Logan Stieber. Outstanding Wrestler w 2013 roku.